# 4 Dywizja Flak
4 Dywizja Flak (niem. 4. Flak-Division) – niemiecka dywizja artylerii przeciwlotniczej z okresu II wojny światowej.

## Historia
Jednostkę utworzono 1 lipca 1938 r. jako Luftverteidigungskommando Essen (Dowództwo Obrony Powietrznej Essen). 1 września 1941 jej nazwę zmieniono na 4. Flak-Division.
Zadaniem dywizji było zapewnienie obrony przeciwlotniczej części Zagłębia Ruhry. Jej pułki stacjonowały w Dortmundzie, Duisburgu, Essen i Dorsten. Dywizja nie była w stanie skutecznie bronić wyznaczonego obszaru ze względu na przewagę Aliantów. Pozostała w wyznaczonym obszarze do końca wojny i poddała się z całą Grupą Armii B 18 kwietnia 1945.

## Skład bojowy dywizji
1941
- 24 pułk Flak (Flak-Regiment 24),
- 44 pułk Flak (Flak-Regiment 44),
- 46 pułk Flak (Flak-Regiment 46),
- 64 pułk Flak (Flak-Regiment 64),
- 74 pułk reflektorów przeciwlotniczych (Flakscheinwerfer-Regiment 74),
- 4 lotniczy batalion łączności (Luftnachrichten-Abteilung 4),
- dywizyjne oddziały zaopatrzeniowe

1944
- 24 pułk Flak (Flak-Regiment 24),
- 44 pułk Flak (Flak-Regiment 44),
- 46 pułk Flak (Flak-Regiment 46),
- 64 pułk Flak (Flak-Regiment 64),
- 103 pułk Flak (Flak-Regiment 103),
- 113 pułk Flak (Flak-Regiment 113),
- cztery bataliony transportowe (Flak-Transport-Batterie 22/IV, 33/VI, 3/VI i 128/VI),
- 74 pułk reflektorów przeciwlotniczych (Flakscheinwerfer-Regiment 74),
- 124 lotniczy batalion łączności (Luftnachrichten-Abteilung 124),
- dywizyjne oddziały zaopatrzeniowe[1]

## Dowódcy dywizji
- Generalmajor Kurt Steudemann (od sierpnia 1938),
- Generalleutnant Otto-Wilhelm von Renz (od 31 października 1939),
- brak danych od 17 marca do 31 sierpnia 1941,
- Generalleutnant Gerhard Hoffmann (od 1 września 1941),
- Generalleutnant Johannes Hintz (od 5 marca 1942),
- Generalleutnant Ludwig Schilffarth (od lutego 1944),
- Oberst Max Hecht (od 15 listopada 1944 do kapitulacji)